# Tripteroides flabelliger
Tripteroides flabelliger är en tvåvingeart som beskrevs av Bonne-wepster 1948. Tripteroides flabelliger ingår i släktet Tripteroides och familjen stickmyggor. Inga underarter finns listade i Catalogue of Life.